# 프랑켄슈타인스 아미
《프랑켄슈타인스 아미》(Frankenstein's Army)는 미국에서 제작된 리차드 라포스트 감독의 2013년 액션, 공포, SF 영화이다. 카렐 로든 등이 주연으로 출연하였다.

## 출연

### 주연
- 카렐 로든
- 조슈아 사저
- 로버트 그윌림

### 조연
- 루크 뉴베리
- 혼 핑 탱
- 안드레이 제이야츠
- 마크 스티븐슨
- 크리스티나 카탈리나

## 기타
- 프로듀서: 네이트 볼로틴
- 프로듀서: 닉 스파이서